# SN 2003cd
SN 2003cd – supernowa odkryta 12 lutego 2003 roku w galaktyce A101202+1116. W momencie odkrycia miała maksymalną jasność 19,50m.